# ФК „Динамо“ (Киев)
Вижте пояснителната страница за други значения на Динамо.
ФК „Динамо“ (Киев) (на украински: ФК Динамо Київ) е най-успешният футболен клуб на днешна Украйна и на бившия СССР изобщо.
Създаден е през 1927 г. Играе във Висшата лига на Украйна и винаги е играл на топ нивото на украинския футбол. Клубът има 15 спечелени шампионата на Украйна, 1 Суперкупа на Европа и 2 КНК. По времето на СССР, Динамо Киев се утвърждава като най-добрия клуб на целия съюз ставайки 13 пъти шампион на СССР, 9 пъти става носител на Купата на СССР и 3 пъти на Суперкупата на СССР.

## История
Отборът е създаден през 1927 г. като аматьорски тим, част от Динамо, спортно общонародно национално дружество. По време на СССР, Динамо Киев е бил единственият отбор, който се е противопоставил успешно на московските грандове: Локомотив Москва, ФК Спартак Москва и ЦСКА Москва. Това успешно противопоставяне многократно извежда тима към шампионската титла на бившия СССР.
След разпадането на Съветския съюз, Динамо Киев продължава да се състезава в новосформираното украинско първенство, където също доминира над всички. В последните 16 изиграни шампионата, Динамо Киев печели от тях цели 12. След продължителното доминиране от страна на Динамо, отборът на Шахтьор Донецк отговаря на изпитанието като през 2002, 2005, 2006, 2008, 2010, 2011, 2012, 2013, 2014 печели първенството.

## Структура
Динамо Киев играе срещите си на стадион „Валерий Лобановски“ (капацитет: 16 900 души), кръстен на великия играч и треньор. Стадионът е разположен в центъра на Киев близо до река Днепър. Отборът притежава и ултрамодерната спортна база Конча-Заспа. По-важните си мачове, като домакинствата от Шампионската лига, отборът играе на Олимпийския стадион в Киев, който побира над 80 000 зрители.
Динамо Киев държи и футболно училище в града, в което се обучават деца и юноши от всички възрасти. Повечето футболисти от юношеските формации на клуба се състезават във втория и третия отбор на Динамо Киев. Дубълът на Динамо взима участие в шампионата на дублиращите отбори на всички 16 участници в елита. Третият отбор на Динамо се подвизава в по-долните дивизии. От школата на Динамо Киев са излизали много таланти, сред които най-много личат имената на Андрий Шевченко и Олександър Шовковский.

## Подкупният скандал
През 1995 отборът на Динамо Киев влиза в групите на Шампионската лига след като елиминира датския Олбор Фодболд в предварителния кръг. В мач от груповата фаза, украинският гранд побеждава с 1:0 гръцкия Панатинайкос. Реферът на двубоя Антонио Лопес Нието сигнализира на УЕФА, че той и колегите му били подкупени преди началото на мача от представители на Динамо Киев с 2 кожени палта и неизвестна сума пари. УЕФА реагира мигновено и отстранява Динамо Киев от турнира и мястото на „киевчани“ заема отсранения от тях преди това датски отбор на Олбор.
След суровото наказание последваха още няколко за Динамо Киев. Отборът беше лишен първоначално да не участва в европейските клубни турнири в период от две години, а главният мениджър на клуба Игор Суркис и секретарят Василий Бабичук бяха отстранени от длъжност и наказани да не се занимават с футбол до живот. Впоследствие наказанията им бяха намалени и продължиха да се занимават с отбора.

## Срещи с български отбори в официални срещи
В историята си Динамо Киев се е изправял срещу цели 5 български отбора в европейските клубни турнири. Първата среща на Динамо срещу роден тим се състои през сезон 1974-75 срещу ЦСКА. Общият баланс на Динамо в срещите си срещу българските отбори е 9 победи, 4 равенства и 1 загуба допусната от Локомотив София. „Железничарите“ и Левски София са единствените родни тимове, които са успявали да отстранят Динамо Киев.

### „Берое"
Купа на европейските шампиони 1986/87, 1 кръг:
|       | Общ резултат |             | 1-ви мач | 2-ри мач |
| ----- | ------------ | ----------- | -------- | -------- |
| Берое | 1:3          | Динамо Киев | 1:1      | 0:2      |

### „Левски"
Купа на УЕФА 1980-81, 1 кръг:
|              | Общ резултат |             | 1-ви мач | 2-ри мач |
| ------------ | ------------ | ----------- | -------- | -------- |
| Левски София | 1:1 (гчт)    | Динамо Киев | 0:0      | 1:1      |

Шампионска лига 2002/03, 3 кръг:
|              | Общ резултат |             | 1-ви мач | 2-ри мач |
| ------------ | ------------ | ----------- | -------- | -------- |
| Левски София | 0:2          | Динамо Киев | 0:1      | 0:1      |

### „Литекс"
Лига Европа 2011/12, плейоф:
|              | Общ резултат |             | 1-ви мач | 2-ри мач |
| ------------ | ------------ | ----------- | -------- | -------- |
| Литекс Ловеч | 1:3          | Динамо Киев | 1:2      | 0:1      |

### „Локомотив" (София)
Купа на УЕФА 1979-80, 3 кръг:
|                 | Общ резултат |             | 1-ви мач | 2-ри мач |
| --------------- | ------------ | ----------- | -------- | -------- |
| Локомотив София | 2:2 (гчт)    | Динамо Киев | 1:0      | 1:2      |

### ЦСКА
Купа на носителите на купи 1974/75, 1 кръг:
|      | Общ резултат |             | 1-ви мач | 2-ри мач |
| ---- | ------------ | ----------- | -------- | -------- |
| ЦСКА | 0:2          | Динамо Киев | 0:1      | 0:1      |

Купа на УЕФА 1979-80, 1 кръг:
|             | Общ резултат |      | 1-ви мач | 2-ри мач |
| ----------- | ------------ | ---- | -------- | -------- |
| Динамо Киев | 3:2          | ЦСКА | 2:1      | 1:1      |

## Срещи с български отбори в неофициални срещи

### „Лудогорец“
С „Лудогорец“ се е срещал два пъти в контролни мачове. Първата среща е на 7 февруари 2015 г. в испанския курортен град Марбеля като срещата завършва 2-1 за „Лудогорец“ . Втората среща е на 3 юли 2016 г. в австрийския град Швац като завършва 2-1 за „Динамо“ .

## Известни футболисти
- Олег Блохин
- Валерий Лобановски
- Игор Беланов
- Виктор Чанов
- Владимир Бессонов
- Анатолий Демяненко
- Василий Рац
- Олег Кузнецов
- Леонид Буряк
- Алексей Михайличенко
- Олег Протасов
- Генадий Литовченко
- Андрий Шевченко
- Сергей Ребров
- Каха Каладзе

## Български футболисти
- Георги Пеев: 2001/06 - (90 мача - 8 гола)

## Постижения
Динамо Киев взема участие в абсолютно всички първенства на елитните дивизии на СССР и Украйна, като от всички отбори участвали в тези първенства е ставал най-много пъти шампион.
 СССР

### Национални
- Шампионат на СССР:
  -  Шампион (13, рекорд): 1961, 1966, 1967, 1968, 1971, 1974, 1975, 1977, 1980, 1981, 1985, 1986, 1990
  -  Второ място (11): 1936 (пролет), 1952, 1960, 1965, 1969, 1972, 1973, 1976 (осень), 1978, 1982, 1988
  -  Трето място (3): 1937, 1979, 1989
- Купа на СССР:
  -  Носител (9): 1954, 1964, 1966, 1974, 1978, 1982, 1985, 1987, 1990
  -  Финалист (1): 1973
- Суперкупа на СССР:
  -  Носител (3): 1981, 1986, 1987
  -  Финалист (1): 1977

### Международни
- Купа на УЕФА:
  - 1/2 финалист (1): 2008/09
- Суперкупа на Европа:
  -  Носител (1): 1975
  -  Финалист (1): 1986
- Купа на европейските шампиони
  - 1/2 финалист (2): 1977, 1987
  - 1/4 финалист (5): 1973, 1976, 1982, 1983, 1992
- Купа на носителите на купи (КНК):
  -  Носител (2): 1975, 1986
  - 1/4 финалист (2): 1966, 1991

###### Неофициални
- Купа на град Валядолид (Валядолид, Испания):
  -  Носител (2): 1973, 1974
- Трофей Тереза Ерера (Ла Коруня, Испания):
  -  Носител (2): 1981, 1982
- Купа Zalai Hirlap Kupa (Унгария):
  -  Носител (1): 1986
- Купа Сантяго Бернабеу (Мадрид, Испания):
  -  Носител (1): 1986
- Амстердамски турнир (Амстердам Холандия):
  -  Победител (1): 1986
- Тихоокеанска Купа „Pacific Cup“ (Лос Анджелис, САЩ):
  -  Носител (1): 1988
- Купа „Пикки“ (Ливорно, Италия):
  -  Носител (1): 1988

 Украинска ССР

### Регионални
- Шампионат на УССР:
  -  Шампион (2): 1931, 1936 (пролет)
  -  Второ място (2): 1934, 1935
- Купа на УССР:
  -  Носител (6, рекорд): 1937, 1938, 1944, 1946, 1947, 1948
  -  Финалист (1): 1945
- Суперкупа на УССР:
  -  Носител (2, рекорд): 1936, 1938
- Отбор №2 в света (версия World Soccer): 1986

 Украйна

### Национални
- Украинска Премиер Лига:
  -  Шампион (17, рекорд): 1993, 1994, 1995, 1996, 1997, 1998, 1999, 2000, 2001, 2003, 2004, 2007, 2009, 2015, 2016, 2021, 2025
  -  Второ място (12): 1992, 2002, 2005, 2006, 2008, 2010, 2011, 2012, 2017, 2018, 2019, 2020
  -  Трето място (1): 2013
- Купа на Украйна:
  -  Носител (13): 1993, 1996, 1998, 1999, 2000, 2003, 2005, 2006, 2007, 2014, 2015, 2019/20, 2020/21
  -  Финалист (6): 2002, 2008, 2011, 2017, 2018, 2025
- Суперкупа на Украйна:
  -  Носител (8): 2004, 2006, 2007, 2009, 2011, 2016, 2018, 2019
  -  Финалист (5): 2005, 2008, 2014, 2015, 2017

### Международни
- Купа на европейските шампиони
  - 1/2 финалист (1): 1999
  - 1/4 финалист (1): 1998
- Купа на УЕФА:
  - 1/2 финалист (1): 2008/09
- Купа на общността:
  -  Носител (4): 1996, 1997, 1998, 2002
  -  Финалист (1): 1999

###### Неофициални
- Обединен турнир:
  -  Шампион (1): 2013
- Купа на Първи канал:
  -  Носител (1): 2008
- Турнир в памет на Валерий Лобановски:
  -  Носител (2): 2003, 2004
- Купа Football Impact CUP 2012 (Марбея, Испания):
  -  Носител (1): 2012
- Купа Марбея 2012 (Марбея, Испания):
  -  Финалист (2): 2012

Повечето от тези постижения се дължат на голямата заслуга на Валери Лобановски, който преобразява тима и като играч и като треньор. Като играч печели 3 пъти поред шампионата на СССР. Като треньор той извежда тима 3 пъти до полуфинал за Шампионската лига. Самият Валери Лобановски почина през 2002 г. Друг човек, дал много на клуба е Олег Блохин. Той е голмайстор на първенството на СССР за всички времена със своите 211 гола, рекордьор е и по брой мачове с 432 изиграни срещи. Блохин също води и класацията за голмайстор на СССР на всички времена, включващи всички състезания от СССР (включително Купата и Суперкупата) в които вкарва общо над 300 гола.